# Vivek Kundra
Vivek Kundra (Nuova Delhi, 9 ottobre 1974) è un funzionario statunitense, Chief Information Officer (CIO) dell'amministrazione pubblica statunitense.
Nominato da Barack Obama subito dopo il suo insediamento, dopo aver ricoperto il ruolo di CTO di Washington, Vivek Kundra si sta rendendo protagonista del rinnovamento voluto da Obama stesso per l'amministrazione e il governo statunitensi, sulla base dei principi strategici di trasparenza, partecipazione e collaborazione, contenuti nel breve documento programmatico "Transparency and Open Government".
I primi passi concreti di Kundra sono stati:
- la realizzazione del portale Data.gov, che mette a disposizione del pubblico, in un formato standard che ne permetta l'ulteriore elaborazione, i dati prodotti dalla pubblica amministrazione;
- la realizzazione del portale Apps.gov, che mette a disposizione delle amministrazioni le applicazioni di tipo cloud computing aventi caratteristiche certificate per un utilizzo in ambito pubblico.